# Johann Husak
Johann Husak (* 7. Jänner 1848 in Theresienstadt, Böhmen; † 30. Juni 1918 in Teplitz-Schönau) war ein österreichisch-böhmischer Politiker (Deutsche Fortschrittspartei) und Kaufmann. Er war von 1904 bis 1918 Bürgermeister der Stadt Teplitz und zwischen 1907 und 1911 Abgeordneter zum Österreichischen Abgeordnetenhaus.

## Leben
Husak kam bereits in früher Jugend nach Teplitz. Er besuchte die Volks- und Bürgerschule und war beruflich als Kaufmann aktiv. Er wurde in der Folge zum Präses des Handelsgremiums gewählt und war zudem Direktor des Spar- und Vorschussvereins. Später wirkte er als Kanzleidirektor der Teplitzer-Sparkasse. 1899 wählte man in zum Stadtverordneten, wobei er noch im selben Jahr zum Stadtrat aufstieg. 1904 übernahm er das Amt des Bürgermeisters von Teplitz. Husak trat bei der Reichsratswahl 1907 für die Deutsche Fortschrittspartei im Wahlkreis Teplitz (Böhmen 82) an und erzielte im ersten Wahlgang mit 43,7 Prozent der Stimmen die relative Mehrheit. In der Stichwahl setzte er sich schließlich mit rund 58,4 Prozent gegen den Freialldeutschen Eduard Reichelt durch. Er wurde am 17. Juni 1907 angelobt und wurde in der Folge in den Petitionsausschuss gewählt, wo er zeitweise auch als Schriftführer fungierte. Ab 1909 war er zudem Mitglied des Teuerungsausschusses. Husak blieb in seiner Zeit als Abgeordneter jedoch unauffällig, sodass in den stenographischen Protokollen keinerlei Anträge oder reden Husaks verzeichnet sind. Husak trat bei der Reichsratswahl 1911 nicht mehr an, wirkte jedoch bis zu seinem Tod als Bürgermeister von Teplitz. Dort gehörte er neben Karl Stradal dem Komitee des Stadttheaters an.
Husak verstarb am 30. Juni 1918 nach „langem, schmerzhaften Leiden“. Sein Sarg wurde in der Folge im ebenerdigen Vorraum des Stadthauses aufgebahrt, während Mitglieder des Schützenkorps und der Polizeiwachmannschaft die Ehrenwache hielten. Sein Begräbnis folgte am 2. Juli 1918 in Teplitz-Schönau zudem unter Mitwirkung der Teplitzer Kindergartenkinder, der Jugendwehr, der Pfadfinder, des Kriegerkorps Kronprinz Rudolf sowie der Freiwilligen Feuerwehr. In der Trauersitzung des Stadtverordnetenkollegiums wurde Husaks „deutsches Wesen“ hervorgehoben, wobei er sich um die „deutsche Schutzarbeit“ sowie durch sein Engagement im Deutschen Schulverein sowie im Deutschen Ortsrate verdient gemacht habe.